# Gerhard Buchkremer

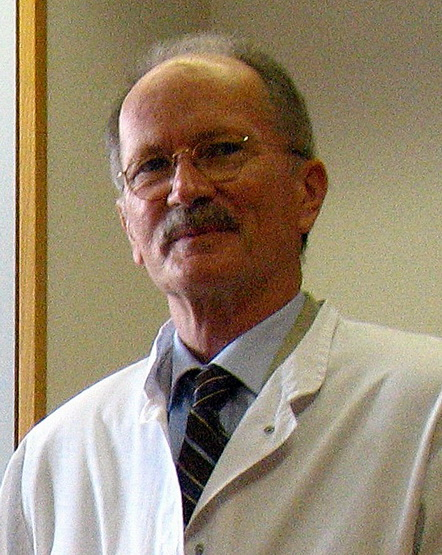
Gerhard Buchkremer

Gerhard Buchkremer (* 22. August 1943 in Prien am Chiemsee) ist ein deutscher Psychiater und Psychotherapeut, der bis 2009 die Universitätsklinik für Psychiatrie und Psychotherapie in Tübingen leitete. 

## Leben
Buchkremer machte 1965 sein Abitur am Deutschen Gymnasium in Niederalteich (Altbayern). Nach dem Studium in Berlin und Münster legte er 1972 an der Universität Münster seine ärztliche Prüfung ab, 1974 folgte die Approbation als Arzt und der Grad eines Doktors der Medizin mit der Dissertation Verhaltenstherapie bei Chronisch-Schizophrenen.
Seit 1974 arbeitete Buchkremer als wissenschaftlicher Assistent in der Klinik für Psychiatrie und Neurologie der WWU Münster, wo er 1979 seine Anerkennung zum Facharzt für Neurologie und Psychiatrie erhielt sowie 1980 seine verhaltenstherapeutische Weiterbildung abschließen konnte. Im selben Jahr wurde er vom Direktor der Klinik für Psychiatrie und Neurologie an der WWU Münster, Rainer Tölle, zum Oberarzt bestellt. 
1984 habilitierte sich Buchkremer mit dem Thema „Rückfallverhütung bei schizophrenen Patienten“ und erhielt die Venia legendi für das Fach Psychiatrie, 1985 wurde er daraufhin zum Professor berufen. Parallel zur wissenschaftlichen Fortentwicklung konnte er 1989 die Anerkennung als Supervisor für Verhaltenstherapie durch die Kassenärztliche Vereinigung Westfalen-Lippe erhalten. 1990 trat Buchkremer die Nachfolge von Hans Heimann als Direktor der Tübinger Universitätsklinik für Psychiatrie und Psychotherapie an. Hier identifizierte er sich besonders mit der „Tübinger Schule“, dem Konzept einer mehrdimensionalen Psychiatrie, die neben der organischen und psychischen Komponente der Erkrankung das soziale Umfeld des Patienten im Auge behält. Eine seiner ersten Maßnahmen wurde dabei das Niederreißen der teilweise noch bestehenden Mauern um die Krankenstationen der Tübinger Klinik. Die Entstigmatisierung des allgemeingesellschaftlichen Bildes von einer „Irrenanstalt“ blieb immer sein Anliegen.

## Forschung
In seiner wissenschaftlichen Arbeit konzentrierte sich Buchkremer auf die Evaluation von Therapieverfahren, insbesondere bei der Behandlung von schizophrenen Psychosen und von Suchterkrankungen. Als einer der ersten ärztlichen Wissenschaftler in Deutschland begann er, unterstützt durch Rainer Tölle, dem damaligen Leiter der psychiatrischen Klinik an der WWU Münster, in den 1970er Jahren mit der Erforschung des Phänomens Zigarettenrauchen sowie der Erkrankung Tabakabhängigkeit und ihrer Behandlung.

## Schriften
- Verhaltenstherapie bei Chronisch-Schizophrenen. Eine theoretische und klinische Studie. Dissertation. Universität Münster. Münster 1974.
- mit Rainer Tölle: Zigarettenrauchen – Epidemiologie, Psychologie, Pharmakologie und Therapie. Springer, Berlin 1974, 1989.
- Anti-smoking therapy. In:  „Fortschr. Neurologisch-Psychiatrisches Grenzgebiet“ 46(11), 1978, S. 613–624.
- Modifying smoking behaviour through self control. A 4-year follow-up. In: „Nervenarzt“ 53(2), 1982, S. 72–77.
- Rezidivprophylaxe bei schizophrenen Patienten. Eine evaluative Interventionsstudie zur ambulanten Behandlung rückfallgefährdeter schizophrener Patienten unter Einbeziehung der Angehörigen. Habilitationsschrift. Universität Münster. Münster 1984.
- mit Peter Fiedler: Cognitive versus interaction-oriented therapy. Comparison of 2 psychotherapy methods for the prevention of recurrence in schizophrenic patients. In: „Nervenarzt“ 58(8), 1987, S. 481–488.
- (Hrsg.): Raucherentwöhnung. Psychologische und pharmakologische Methoden. Thieme, Stuttgart, New York 1989.
- mit Anil Batra (Hrsg.): Nichtraucher in 6 Wochen – Ein Selbsthilfeprogramm für alle, die das Rauchen aufgeben wollen. Preuss, Ratingen 1997.
- mit Georg Wiedemann (Hrsg.): Mehrdimensionale Psychiatrie. Gustav Fischer, Jena 1997.
- mit Anil Batra, Reinhard Wassmann (Hrsg.): Verhaltenstherapie – Grundlagen, Methoden, Anwendungsgebiete. Thieme, Stuttgart, New York 2000. Neuauflagen 2006, 2009.
- mit Anil Batra (Hrsg.): Die therapeutische Vielfalt in der Depressionsbehandlung. Springer, Berlin, Heidelberg, New York 2001.
- mit Stefan Klingberg: What is science-based psychotherapy? On the discussion of guidelines for psychotherapy research In: „Nervenarzt“ 72(1), 2001, S. 20–30.
- mit Anil Batra: Tabakabhängigkeit – Ein Leitfaden für Therapeuten. Kohlhammer, Stuttgart 2004.
- mit Anil Batra: Nichtrauchen! Erfolgreich aussteigen in sechs Schritten. Kohlhammer, Stuttgart 2006. Neuauflage 2008.